# Drummore
 (septembre 2023).
Drummore est un village situé dans le Dumfries and Galloway, en Écosse.